# Copa Constitució 2015-2016
La Copa Constitució 2015-2016 è stata la 24ª edizione della Coppa di Andorra di calcio. Il torneo è iniziato il 21 febbraio 2016 ed è terminato il 15 maggio 2016. Il Santa Coloma ha vinto il titolo per la seconda volta nella sua storia.

## Turno eliminatorio
| 21 febbraio 2016 |          |                  |
| Ordino           | 5-3(dts) | Jenlai           |
| Penya Encarnada  | 7-0      | Atlètic Escaldes |
| Inter Escaldes   | 0-3      | Encamp           |
| Extremenya       | 0-5      | Engordany        |

## Quarti di finale
| 28 febbraio 2016 |     |                 |
| FC Santa Coloma  | 2-0 | Ordino          |
| Penya Encarnada  | 1-3 | UE Santa Coloma |
| Sant Julià       | 1-0 | Encamp          |
| Lusitans         | 2-4 | Engordany       |

## Semifinale
| 6 marzo 2016    |     |                 |
| FC Santa Coloma | 0-1 | UE Santa Coloma |
| Sant Julià      | 1-2 | Engordany       |

## Finale
| Arbitro: | Ignasi Villamayor Rozados |

|                           |           |  |
| Codina 4’ Cuadros 57’ 65’ | Marcatori |  |